# Alte Oldenburger Krankenversicherung
Die Alte Oldenburger Krankenversicherung AG ist eine Private Krankenversicherung mit Sitz in Vechta. Das Unternehmen bietet neben der privaten Krankenversicherung, die private Pflegepflichtversicherung und auch private Zusatzversicherungen an.

## Unternehmensstruktur

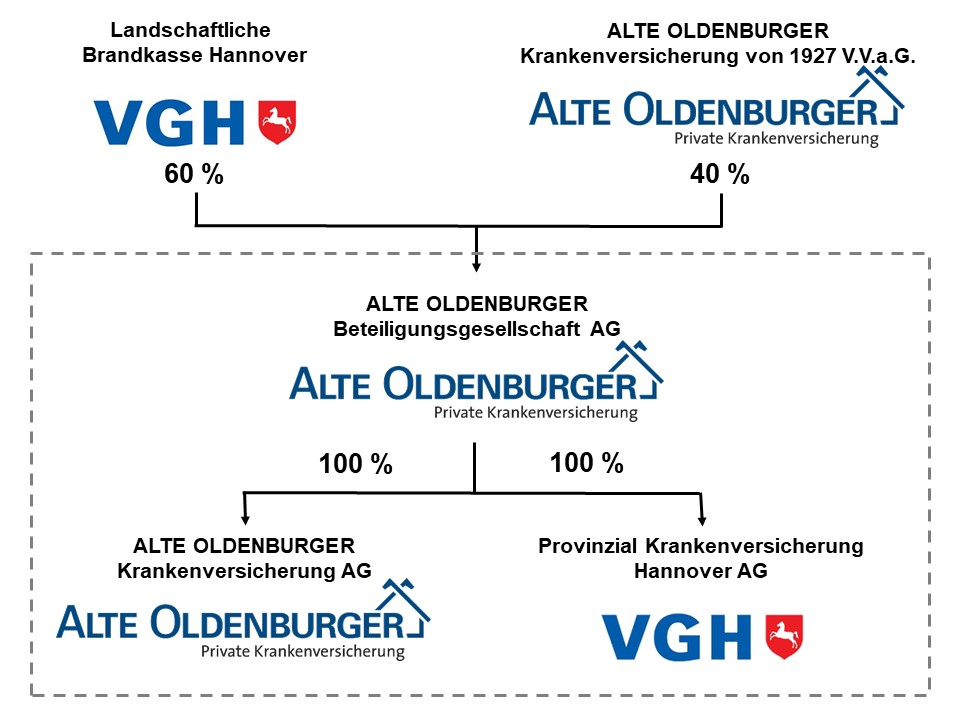

Die Alte Oldenburger Krankenversicherung AG ist seit dem Jahr 2007 Teil der Alte Oldenburger Krankenversicherungsgruppe. Die Krankenversicherungsgruppe besteht aus der Alte Oldenburger Krankenversicherung AG, der Provinzial Krankenversicherung Hannover AG sowie deren Holdinggesellschaft Alte Oldenburger Beteiligungsgesellschaft AG. Sowohl die Alte Oldenburger als auch die zu den VGH-Versicherungen gehörende Provinzial Krankenversicherung sind hundertprozentige Töchter der Alte Oldenburger Beteiligungsgesellschaft AG und betreiben das operative Krankenversicherungsgeschäft. Aktionäre der Alte Oldenburger Beteiligungsgesellschaft AG sind mit 60 % die zu den VGH-Versicherungen gehörende Landschaftliche Brandkasse Hannover und mit 40 % der Alte Oldenburger Krankenversicherung von 1927 V.V.a.G.
Die Alte Oldenburger Krankenversicherung AG agiert als bundesweiter Maklerversicherer und vertreibt ihre Produkte primär über Versicherungsmakler und unabhängige Vermittler. Die Provinzial Krankenversicherung Hannover AG fungiert als regionaler Versicherer mit eigenem Außendienst und dem Vertrieb über die hauptberuflichen Vertretungen der VGH sowie die Sparkassen in Niedersachsen und Bremen.
Über den Alte Oldenburger Krankenversicherung von 1927 V.V.a.G. wird das Produkt der privaten Auslandsreisekrankenversicherung angeboten. Der Bestand des Versicherungsvereins, mit Ausnahme der Auslandsreisekrankenversicherung, wurde im Jahr 2007 auf die Alte Oldenburger Aktiengesellschaft übertragen.

## Geschichte
Die Alte Oldenburger Krankenversicherung wurde 1927 unter dem Namen „Bäuerliche Krankenhilfe“ in Vechta gegründet. Das Ziel war, den in den landwirtschaftlichen Kleinbetrieben des Oldenburger Münsterlandes Arbeitenden mit geringem Einkommen eine Absicherung zu bieten. Die „Bäuerliche Krankenkasse“ nahm zum 1. November des Jahres 1927 die Arbeit auf. Die Krankenkasse gehörte in diesen Gründungsjahren zum Verband der landwirtschaftlichen Kleinbetriebe. Von 1927 bis 1930 konnte man für einen vierteljährlichen Betrag von 13,50 Reichsmark eine zehnköpfige Familie versichern.
1930 erfolgten die Trennung vom Verband der landwirtschaftlichen Kleinbetriebe und die Eintragung beim Amtsgericht Vechta als „Bäuerliche Krankenkasse e.V.“. Damit wurden die ersten Schritte für die verwaltungstechnische Selbstständigkeit eingeleitet. Da sich nun nicht mehr nur Mitglieder des Verbandes bei der Kasse versichern konnten, stieg die Zahl der Versicherten von 1930 bis 1933 deutlich an. Als 1935 ein Verbot der Zulassung als e. V. erfolgte, wurde die Eintragung als Versicherungsverein auf Gegenseitigkeit veranlasst. Während der Zeit des Nationalsozialismus kam es zu gravierenden Auswirkungen auf den Mitgliederbestand. Es trat ein nicht geringer Teil der Mitglieder der NSDAP bei oder stand zumindest dem neuen Regime nahe. Aufgrund des zentrumsnahen Kurses des Vorstandes trat zudem eine Vielzahl der Mitglieder aus der Kasse aus.
Nach dem Zweiten Weltkrieg hatte die Krankenkasse mit einigen Problemen zu kämpfen, u. a. infolge der erschwerten Kalkulation der Versicherungsbeiträge aufgrund der Währungsunsicherheiten. Um sich deutlicher von den gesetzlichen Krankenversicherungen zu unterscheiden, wurde der Name in „Bäuerliche Krankenhilfe VaG“ geändert. Mit der Währungsreform 1948 und der Einführung der Deutschen Mark waren die wirtschaftlichen Probleme der Krankenhilfe allerdings noch nicht beendet. Denn der Kundenkreis schrumpfte. Immer mehr kleinere Landwirte gaben ihre Höfe auf oder wurden zu Nebenerwerbslandwirten. Die Zahl der Heuerstellen sank. 1961 sah der damalige Geschäftsführer Anton Themann die einzige Lösung in einer Fusion mit der „Deutschen Landvolkkrankenkasse“ in Frankfurt am Main. Im zweiten Abstimmungsgang, der für eine solche weitreichende Entscheidung notwendig war, wurde allerdings nicht die erforderliche Mehrheit erreicht, um dieser Fusion zuzustimmen. Daraufhin kam es zu einer Neustrukturierung der Mitgliederversammlung, der Geschäftsleitung und des Vorstandes. Zudem wurde 1962 die „Bäuerliche Krankenhilfe VaG“ in „Landvolk-Krankenkasse Oldenburg“ mit dem Zusatz „Bäuerliche Krankenhilfe“ umbenannt. 1963 erfolgte dann die Eintragung als „Großer Versicherungsverein“. 1965 bezogen die Mitarbeiter den Neubau eines Verwaltungsgebäudes an den Moorgärten in Vechta.
Die Aufwärtsentwicklung der Krankenkasse in den 1960er und zu Beginn der 1970er Jahre wurde mit dem Gesetz über die Krankenversicherung der Landwirte 1972 jäh gestoppt. Das Gesetz unterwarf über 40 % des Versicherungsbestandes der Versicherungspflicht und entzog diesen somit dem Versicherungsunternehmen. Es dauerte einige Jahre, bis die Krankenkasse den durch dieses Gesetz entstandenen Verlust an Versicherten wieder wettmachen konnte.
In den 1980er Jahren steigerte sich die Zahl der Vollversicherten zunehmend. 1987 kam es erneut zu einem Generationswechsel im Vorstand. Nachdem Willi Büssing in den Ruhestand verabschiedet wurde, übernahm Friedrich Schmücker die Position als Vorstandsvorsitzender. Georg Hake wurde zudem zum ordentlichen Vorstandsmitglied bestellt. Der neue Vorstand setzte sich dafür ein, das Geschäftsgebiet auf die gesamte Bundesrepublik Deutschland auszudehnen. Ein entsprechender Beschluss der Hauptversammlung wurde 1989 gefasst. Im Vorfeld dazu erfolgte eine Umbenennung des Unternehmens in „Alte Oldenburger Landvolk-Krankenversicherung V.V.a.G.“. Eine erneute Umbenennung in „Alte Oldenburger Krankenversicherung V.V.a.G“ wurde in den 1990er Jahren durchgeführt.
1996 wurde mit der deutschen Niederlassung der Schweizerischen Lebensversicherung- und Rentenanstalt (SRA, heute „Swiss Life“) ein Vertriebsabkommen abgeschlossen. Im Jahr 2004 wurde mit der AOK Niedersachsen eine Kooperation vereinbart; den rund 2,4 Millionen AOK-Versicherten in Niedersachsen wird seither unter der Marke „AOK-privat“ eine Ergänzung zum Leistungsumfang der gesetzlichen Krankenversicherung angeboten. 2007 folgte die Gründung einer Krankenversicherungsgruppe mit der zu den VGH Versicherungen gehörenden Provinzial Krankenversicherung Hannover AG. Im Rahmen dieser Transaktion änderte die Alte Oldenburger ihre Rechtsform von einem Versicherungsverein auf Gegenseitigkeit in eine Aktiengesellschaft. Nachdem die Mitarbeiter über viele Jahre hinweg in verschiedenen Bürogebäuden am Standort Vechta untergebracht waren, wurde Mitte 2010 ein neues Verwaltungsgebäude an der Theodor-Heuss-Straße in Vechta fertiggestellt, in dem alle Mitarbeiter Platz finden. Zum 1. Januar 2015 wurde ein weiteres Kooperationsabkommen mit der AOK Bremen/Bremerhaven abgeschlossen.